# Ole Gunnar Solskjær
Ole Gunnar Solskjær KSO (phát âm tiếng Na Uy: [ˈûːlə ˈɡʉ̂nːɑr ˈsûːlʂæːr] ⓘ; sinh ngày 26 tháng 2 năm 1973) là một huấn luyện viên bóng đá người Na Uy và là cựu cầu thủ bóng đá thi đấu ở vị trí tiền đạo.
Solskjær đã ra sân 366 lần trong màu áo Manchester United và ghi được 126 bàn thắng. Solskjær đã xuất hiện từ băng ghế dự bị trong trận chung kết UEFA Champions League 1999, khi ông ghi được một bàn thắng vào phút bù giờ cuối cùng trước Bayern München, giúp United giành cú ăn ba lịch sử. Khi còn thi đấu tại Manchester United, Ole được mệnh danh là một "Siêu dự bị" bởi ông đã ghi nhiều bàn thắng quan trọng khi vào sân từ băng ghế dự bị.
Trước khi chuyển tới Anh, Solskjær đã hoàn thành nhiệm vụ quốc gia một năm trong quân đội Na Uy, và chơi một cách bán thời gian ở giải đấu đơn vị thứ ba của Na Uy cho Clausenengen, sau đó chuyển tới Molde ở Tippeligaen vào năm 1994. Ông gia nhập United ngày 29 tháng 7 năm 1996, với mức phí chuyển nhượng 1,5 triệu bảng. Ông là một người bảo trợ của Manchester United Supporters' Trust (trước đây là Shareholders United).
Ngày 27 tháng 8 năm 2007, Solskjær đã thông báo từ giã sự nghiệp bóng đá sau khi không thể hồi phục từ chấn thương đầu gối nghiêm trọng. Tuy nhiên, Solskjær đã ở lại Old Trafford trong vai trò huấn luyện, cũng như làm một đại sứ cho câu lạc bộ này. Ngày 20 tháng 5 năm 2008, Solskjær đã được công bố là huấn luyện viên của đội dự bị, ông đã chiếm vị trí của Brian McClair và Jimmy Ryan, những người sau đó đã làm vai trò người chăm sóc của đội. Ông cũng giám sát một học viện đào tạo cho các cầu thủ bóng đá trẻ tại quê nhà Kristiansund.
Vào ngày 28 tháng 3 năm 2019, khi đã thắng 14 trong số 19 trận đấu, Solskjær đã ký hợp đồng ba năm để tiếp quản vị trí huấn luyện viên chính thức của Manchester United. Ông gia hạn hợp đồng mới với United vào ngày 24 tháng 7 năm 2021, tiếp tục dẫn dắt United cho đến năm 2024. Vào ngày 21 tháng 11 năm 2021, câu lạc bộ Manchester United đã ra thông báo chấm dứt hợp đồng trước thời hạn với Solskjær.

## Sự nghiệp

### Sự nghiệp sớm tại Clausenengen

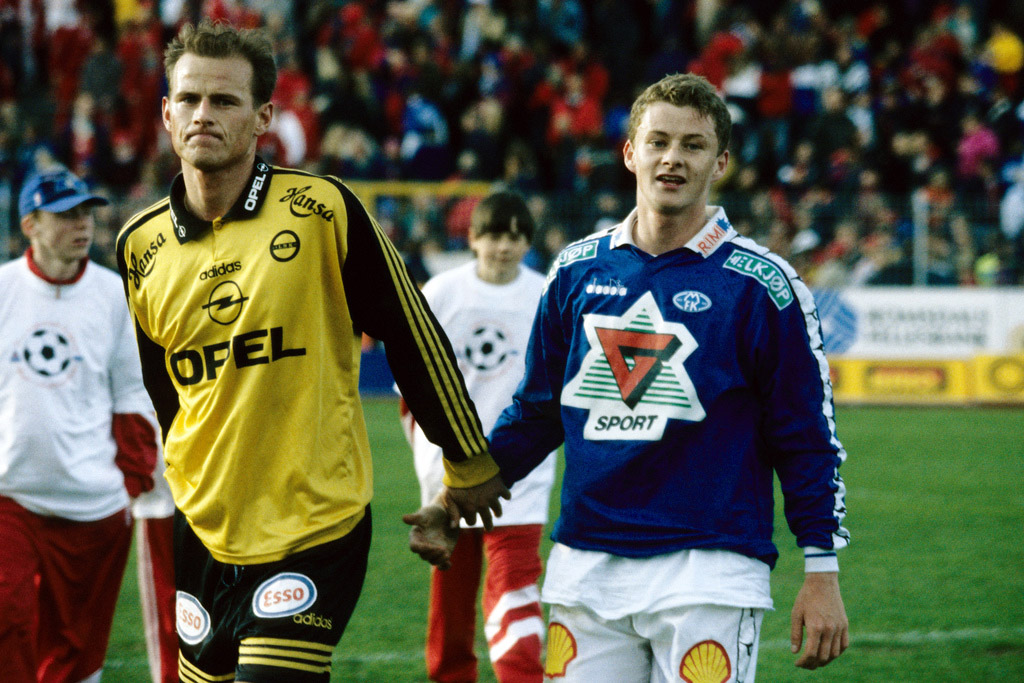
Solskjær (phải) trong một trận đấu của CLB Molde.

Solskjær xuất hiện lần đầu tiên trong màu áo Clausenengen và gây ấn tượng tại Cúp Otta lúc 17 tuổi, với 17 bàn thắng trong sáu trận. Sau đó ông gia nhập Molde vào năm 1995 và ghi được 20 bàn trong mùa giải đầu tiên ở Giải ngoại hạng Na Uy.

### Molde

#### Mùa giải năm 1995
Cuối năm 1994, ngay trước thềm mùa giải mới, ông được ký hợp đồng bởi Åge Hareide, huấn luyện viên trưởng đội 1 câu lạc bộ Molde. Mức phí chuyển nhượng khoảng 200.000 Krone. Vào ngày 22 tháng 4 năm 1995, Solskjær lần đầu ra mắt cho đội Molde đối đầu với SK Brann, ông lập cú đúp trong trận thắng 6-0. Trận thứ hai của ông vào ngày 29 tháng 4, Solskjær lập một cú hat-trick giúp Molde hạ gục Viking với tỉ số 5-4. Vào ngày 14 tháng 5, ông lại lập một cú đúp trong trận thắng 2-1 với Hamarkameratene. Hai ngày sau, ông tiếp tục ghi hat-trick giúp Molde hạ gục Hødd với tỉ số 7-2. Solskjær ghi bàn trên chấm phạt đền trong trận thắng 4-1 của Molde với câu lạc bộ Strindheim ngày 30 tháng 7.
Ngày 10 tháng 8, Solskjær chơi trận đấu đầu tiên trong khuôn khổ cúp châu Âu, vòng loại UEFA Cup Winners' Cup, đối đầu với câu lạc bộ Bỉ Dinamo-93 Minsk. Molde thủng lưới trước trong hiệp một nhưng Solskjær đã san bằng tỉ số vào phút 85. Ông cũng ghi bàn ở lượt về giúp Molde thắng 2-1 (tổng tỉ số sau 2 lượt trận là 3-2) và giành vé vào vòng sau UEFA Cup Winners' Cup. Sau đó Molde bốc thăm gặp Paris Saint-Germain, Solskjær ghi bàn ở lượt đi vào ngày 14 tháng 9 năm 1995 nhưng Molde thua với tỉ số 3-2 trên sân nhà Molde Stadion. Ông chơi trong trận lượt về ngày 28 tháng 9 nhưng Molde bị áp đảo hoàn toàn và thua với tỉ số 0-3 (tổng tỉ số chung cuộc 6-2). Molde kết thúc mùa giải ở vị trí thứ 2, Á quân của giải đấu sau đội Rosenborg với số điểm kém hơn 15. Ở mùa giải đầu tiên của Solskjær, Ông ghi 20 bàn sau 26 lần ra sân ở mùa giải 1995. Solskjær cũng tạo được cặp đôi ăn ý với bạn đồng hành, Arild Stavrum và Ole Bjørn Sundgot - giúp họ có biệt danh là " bộ ba S's", lí do là họ của 3 người bắt đầu bằng chữ S.

#### Mùa giải năm 1996
Solskjær bắt đầu mùa giải ngoại hạng Na Uy 1996 bằng trận thất bại, với tỉ số 0-2 trước CLB Rosenborg BK. Tuy nhiên, ở trận kế tiếp vào ngày 21 tháng 4 năm 1996 gặp CLB Moss, ông ghi một cú hat-trick giúp Molde thắng đậm với tỉ số 8-0. Ông được một vài câu lạc bộ đánh tiếng quan tâm sau hàng loạt pha ghi bàn như Hamburg của Đức và Cagliari của Ý. Huấn luyện viên trưởng của Molde lúc bấy giờ, ông Åge Hareide, đồng ý để Solskjær cho cả hai CLB ở Ngoại hạng Anh là Everton và đội bóng cũ của Hareide là Manchester City với mức giá 1,2 triệu bảng Anh. Tuy nhiên, cả hai CLB đều không dám rủi ro để mang Solskjær về, và cả hai CLB Hamburg và Cagliari cũng bỏ sự quan tâm dành cho ông sau khi Manchester United đồng ý chi 1,5 triệu bảng Anh mua ông trong kỳ Euro 1996, CLB Molde đã đồng ý bán. Solskjær đá trận cuối cùng cho Molde vào ngày 21 tháng 7 năm 1996 trong chiến thắng 5-1 khi đối đầu với đội Start, ông ghi bàn thứ bốn vào phút 85, trước khi tặng chiếc áo của mình lên khán đài trước sự ăn mừng của khán giả đội nhà và được thay ra trong tràn pháo tay ăn mừng. Ông rời câu lạc bộ Molde với thành tích ghi 41 bàn sau 54 trận trên tất cả đấu trường.

### Manchester United

#### Mùa giải 1996-97: Lần đầu ra mắt
Ông gia nhập Manchester United trong tháng 7 năm 1996 với phí chuyển nhượng 1.5 triệu bảng Anh, là một trong hai tiền đạo nằm trong kế hoạch mua sắm của M.U, người kia là tiền đạo của Blackburn Rovers và đội tuyển Anh Alan Shearer, người sau đó gia nhập Newcastle United với mức phí kỷ lục thế giới 15 triệu bảng. Anh là tiền đạo duy nhất đến Old Trafford năm đó, trong mùa giải đầu tiên tại M.U anh được nhiều người dự đoán như một phương án thay thế bất đắc dĩ cho Eric Cantona và Andy Cole khi chấn thương và chỉ thỉnh thoảng có cơ hội chơi trong đội hình chính thức. Nhưng khi Solskjær đến Manchester, Ole nói ông sẽ là một phần quan trọng của đội một chứ không phải chỉ để ngồi dự bị, và cũng sẽ chứng minh mình là một trong những cầu thủ giá rẻ nhưng xuất sắc nhất của giải.
Solskjær đã được mang chiếc áo số 20 (trước đây là của Dion Dublin và sau đó là Gary Neville); nó là một số áo ông muốn giữ cho phần còn lại của sự nghiệp ở Manchester United của mình. Solskjær đã ghi được 31 bàn trong 42 trận đấu cho Molde tại Giải ngoại hạng Na Uy, và ông đã không gây thất vọng khi bắt đầu sự nghiệp của mình tại Manchester United, ghi được bàn thắng đầu tay của mình trong vòng sáu phút khi vào sân để thay David May trong trận đấu với Blackburn Rovers tại Premiership mùa giải 1996-1997. Solskjær lần đầu đá chính vào ngày 14 tháng 9 trong trận thắng 4-1 khi đối đầu với CLB Nottingham Forest, mở tỉ số cho United vào phút thứ 22. Ngày 25 tháng 9, ông ghi bàn đầu tiên trong khuôn khổ cúp châu Âu cho Manchester United trong trận thắng 2-0 với CLB Rapid Wien, ghi bàn ở phút thứ 20. Ông lập cú đúp đầu tiên ở United bằng trận thắng với Tottenham Hotspur vào ngày 29 tháng 9, ghi hai bàn duy nhất trong trận đấu đó ở các phút 38 và 58. Vào ngày 21 tháng 12, Solskjær lập cú đúp thứ hai của mùa giải khi Manchester United đánh bại Sunderland 5-0, ở các phút 35 và 48. Tiền đạo người Na Uy được đá chính trong cả hai trận lượt đi và về khuôn khổ bán kết UEFA Champions League, Manchester United thua chung cuộc 0-2 sau cả hai lượt trận. Ông lập cú đúp thứ ba vào ngày 3 tháng 5 năm 1997 vào lưới Leicester City trong trận hòa 2-2, ở các phút 45, 51. United ẵm chức vô địch sau khi Newcastle bị West Ham United cầm hòa ngày 6 tháng 5, qua đó giúp Solskjær có danh hiệu Ngoại hạng Anh đầu tiên.
Solskjær ghi được 18 bàn thắng sau 33 lần ra sân (25 trận được xuất phát đá chính) cho Manchester United tại Premier League mùa giải đầu tiên,giúp  Manchester United giành được danh hiệu trong những tuần cuối cùng của mùa giải. Các phương tiện truyền thông ở nước Anh, gán cho ông biệt danh "Sát thủ có gương mặt trẻ thơ" vì vẻ bề ngoài trẻ trung và bản năng săn bàn hoàn thiện đến chết người của ông. Nhưng có lẽ sẽ là tốt nhất nếu như gọi ông là một "siêu dự bị", bởi ông có một thói quen lạ rất đáng chú ý là thường ra sân từ băng ghế dự bị nhưng mỗi lần ông vào sân là ghi được bàn thắng.Alex Ferguson nhận xét rằng Solskjær thường ngồi trên ghế dài và học tập từ các trận đấu mà không cần dùng tới đôi mắt của mình.

#### Mùa giải 1997-98
Solskjær ghi bàn đầu tiên trong mùa giải 1997-98 vào ngày 24 tháng 9 năm 1997 trong trận hòa 2-2 với CLB Chelsea, gỡ hòa vào phút 86 sau khi được vào sân sớm từ băng ghế dự bị được 20 phút. Ngày 1 tháng 11, ông lập cú đúp trong trận thắng 6-1 tại sân Old Trafford khi đối đầu với Sheffield Wednesday, ghi bàn ở phút 41 và 75. Solskjær lại có thêm một cú đúp vào ngày 30 tháng 11, ghi bàn ở các phút 18 và 53 trong trận thắng 4-0 của Manchester United đối đầu với Blackburn Rovers. Vào ngày 24 tháng 1 năm 1998, ông có cú đúp thứ ba của mùa giải trong trận thắng 5-1 với đội hạng hai, Walsall trong khuôn khổ vòng bốn cúp FA ở các phút 35 và 67. Solskjær xuất phát trong đội hình chính trong khuôn khổ lượt về vòng tứ kết UEFA Champions League tại Old Trafford đối đấu với CLB AS Monaco ngày 18 tháng 3 (tỉ số lượt đi là 0-0). David Trezeguet mở tỉ số cho Monaco khi trận đấu chỉ bắt đầu được 5 phút, trước khi Solskjær cân bằng tỉ số ở phút 53, nhưng sau đó Manchester United không thể ghi thêm bàn thắng nào và đành rời khỏi giải khi thua hiệu số bàn thắng sân khách.
Một mốc son đáng nhớ nữa trong sự nghiệp của ông là thời điểm cuối trong trận đấu với Newcastle United vào năm 1998. Trận đấu đang có tỉ số 1-1, và Manchester United cần ít nhất một trận hòa để theo kịp với Arsenal trong cuộc chạy đua cho danh hiệu vô địch giải ngoại hạng Anh. Khi gần kết thúc trận đấu, cầu thủ của Newcastles là Robert Lee đã có một cơ hội ghi bàn tuyệt vời, thấy vậy Solskjær chạy băng từ phần sân bên kia về để thực hiện một pha phạm lỗi cứu nguy cho M.U, do đó Newcastle đã không thể có một trận thắng. Solskjær đã làm điều này và biết chắc chắn rằng ông sẽ bị phạt thẻ đỏ, và bị đình chỉ trong trận đấu tới. Những người ủng hộ ông coi đây là một ví dụ hoàn hảo về lòng hi sinh vì lợi ích chung của CLB ở Solskjær, trước khi nghĩ đến lợi ích cá nhân. Solskjær chỉ ghi được 6 bàn trong 22 lần ra sân (15 lần đá chính) trong mùa giải thứ hai của ông, và dù cho nỗ lực ngăn cản Newcastle ghi bàn của ông, Arsenal ẵm chức vô địch khi hơn Manchester United đúng 1 điểm.

#### Mùa giải 1998-99: Cú ăn ba lịch sử
Solskjær đã quyết định ở lại Old Trafford, mặc dù các câu lạc bộ khác cho thấy sự quan tâm rất lớn đến ông vào năm 1998. Thậm chí Ole còn từ chối một lời đề nghị từ Tottenham Hotspur, sau khi Manchester United đã chấp nhận giá 5,5 triệu bảng Anh mà Tottenham trả cho ông. Ông ghi hai bàn đầu tiên mùa giải 1998-99 trong trận 4-1 với CLB Charlton Athletic ngày 9 tháng 9 năm 1998, ở các phút 38 và 63. Ngày 11 tháng 11, Solskjær ghi 2 bàn cho Manchester United thắng 2-1 trước Nottingham Forest, giúp câu lạc bộ tiến vào vòng thứ năm cúp Liên Đoàn Anh. Ông ghi cú đúp thứ ba trong mùa giải này đối đầu với CLB Tottenham Hotspur ngày 12 tháng 12 ở các phút 11 và 18 trong trận hòa 2-2. Ngày 24 tháng 1 năm 1999, Manchester United chạm trán đối thủ Liverpool trong khuôn khổ vòng bốn cúp FA. Manchester United bị dẫn bàn trước khi trận đấu mới diễn ra được 3 phút bởi bàn thắng của Micheal Owen và bắt kịp tỉ số ở nửa sau hiệp hai. Solskjær được vào sân từ phút 81, thay cho Gary Neville, và ghi bàn quyết định ở phút 90, chỉ ít phút sau khi Dwight Yorke gỡ hòa. Ngày 6 tháng 2, Solskjær vào sân từ ghế dự bị vào phút 71 trong trận thắng đậm 8-1 của Manchester United trước Nottingham Forest và ghi liền 4 bàn chỉ trong 12 phút cuối của trận đấu. Đây được coi là một trong những trận đấu ấn tượng nhất của Solskjær . Manchester United giành cúp Ngoại hạng Anh ngày 16 tháng 5, ngày cuối của mùa giải, khi thắng ngược Tottenham Hotspur với tỉ số 2-1, Solskjær vô địch cú đúp Ngoại hạng Anh chỉ trong 3 mùa. Solskjær xuất phát trong đội hình chính ở trận chung kết cúp FA 1999, ông chơi hết cả trận đó. Chung cuộc Manchester United thắng với tỉ số 2-0 và hoàn tất cú ăn hai quốc nội.
Vào ngày 26 tháng 5, Manchester United chạm trán CLB Đức Bayern Munich trong trận chung kết UEFA Champions League 1999 tại sân Camp Nou. Mario Basler mở tỉ số từ tình huống đá phạt trực tiếp ở phút thứ 6 giúp Bayern Munich dẫn trước. Trong thế đuổi tỉ số, Teddy Sheringham được vào sân từ phút 67 trong khi Solskjær thay thế Andy Cole ở phút thứ 81. Cầu thủ người Na Uy đã ghi một bàn thắng quyết định vào những phút bù giờ cuối, cùng với Teddy Sheringham (ghi một bàn thắng trước đó) giúp Manchester United giành cú ăn ba danh hiệu lịch sử và giúp ông có chỗ đứng trong các câu chuyện Manchester United về sau. Solskjær kết thúc mùa giải với 12 bàn trong 19 trận ra sân (có 9 lần ra sân chính).
Những chiến công đáng nhớ khiến ông trở thành một nhân vật yêu thích của các cổ động viên, tạo cảm hứng cho những bài hát như "Ai đã đặt bóng vào lưới của Đức?" và "Bạn là Solskjær của tôi". Ngay cả khi ông đã vắng mặt trên sân một thời gian dài do chấn thương, người hâm mộ Manchester United vẫn hát vang những bài hát này trong các trận đấu không có Solskjær.

#### Mùa giải 1999-2000
Solskjær ghi bàn đầu tiên ở mùa giải 1999-2000 ngày 11 tháng 8 năm 1999 vào phút thứ 84 trong trận thắng 4-1 trước CLB Sheffield Wednesday. Ngày 2 tháng 11, ông ghi bàn volley tuyệt đẹp trong trận thắng 2-1 với CLB Áo Sturm Graz trong vòng bảng UEFA Champions League. Solskjær vô địch cúp Liên lục địa cùng Manchester United, sau khi hạ gục CLB Brazil Palmeiras với tỉ số 1-0 tại sân vận động quốc gia Nhật Bản, Tokyo, Nhật Bản. Ngày 4 tháng 12, ông ghi 4 bàn vào lưới CLB Everton trong trận thắng 5-1 trên sân nhà Old Trafford, bàn thứ 2 trong số đó là pha lập công thứ 50 của ông cho câu lạc bộ trên tất cả đấu trường. Solskjær gỡ hòa cho Manchester United trước đối thủ Liverpool trong trận hòa 1-1 vào ngày 4 tháng 3 năm 2000. 3 ngày sau, ông ghi bàn sau khi vào sân từ băng ghế dự bị ở phút 83, từ một đường chuyền bóng dài của thủ môn Raimond van der Gouw. Manchester United vô địch Ngoại hạng Anh ngày 1 tháng 4 sau khi thắng giòn giã 7-1 trước đội West Ham, Solskjær ghi bàn thứ 7 ở phút thứ 73. Ngày 15 tháng 4, ông lập cú đúp trong trận thắng 4-0 trước Sunderland, ở phút thứ 2 và 51 của trận đấu. Bốn ngày sau đó, Solskjær có mặt trong đội hình tham dự trận lượt về tứ kết UEFA Champions League trước Real Madrid, nhưng thất bại trong việc ghi bàn và chung cuộc United bị loại khỏi giải sau tổng tỉ số 3-2. Ông kết thúc mùa giải với 12 bàn sau 28 lần ra sân (15 lần đá chính).

#### Mùa giải 2000-01
Số cơ hội ra sân của Solskjær bị hạn chế trong các trận đầu tiên của mùa bóng 2000-01, tuy nhiên ông ghi bàn trong lần thứ hai đá chính vào ngày 16 tháng 9 năm 2000 khi Manchester United hạ Everton với tỉ số 3-1. Ngày 31 tháng 10, ông lập cú đúp trong trận thắng 3-0 trước Watford ở khuôn khổ vòng ba cúp Liên Đoàn Anh vào các phút 12 và 81. Ông lại tiếp tục lập cú đúp trước Ipswich Town vào ngày 23 tháng 12. Ba ngày sau, Solskjær giúp Manchester United hạ gục Aston Villa với tỉ số 1-0 bằng cú đánh đầu sau pha tạt bóng của David Beckham ở phút 85. Solskjær là tác giả bàn thắng đầu tiên cho Manchester United ở khuôn khổ vòng ba cúp FA trong trận thắng 2-1 trước Fulham ngày 7 tháng 1 năm 2001. Ngày 25 tháng 2, ông ghi bàn thứ năm trong trận thắng đậm hủy diệt Arsenal với tỉ số 6-1 , giúp họ bỏ xa đối thủ với khoảng cách lên tới 16 điểm. Ngày 10 tháng 4, ông ghi bàn thắng quyết định giúp United thắng 2-1 trước Charlton Athletic, ghi bàn chỉ trong 6 phút sau khi vào sân từ phút 76. Manchester United vô địch danh hiệu Ngoại hạng Anh vào tháng tư - lần thứ ba liên tiếp của họ, và là lần thứ tư Solskjær ẵm chiếc cúp. Solskjær ghi được 10 bàn trong mùa giải này sau 31 lần ra sân (19 lần đá chính).

#### Mùa giải 2001-02
Sau vài năm chơi ở vai trò của một siêu dự bị, Solskjær có cơ hội ra sân ngay từ đầu trong mùa giải 2001-02, đá cặp với tiền đạo người Hà Lan Ruud van Nistelrooy. Ông lập tức nắm lấy cơ hội với sự sắc bén đặc trưng trong khâu ghi bàn, buộc Andrew Cole và Dwight Yorke phải ngồi trên ghế dự bị. Ông ghi cú đúp vào ngày 22 tháng 9 năm 2001, trong trận thắng 4-0 trước Ipswich Town. Ngày 23 tháng 10, Solskjær vào sân từ phút 73 trong trận đấu với CLB Olympiakos, tỉ số lúc đó là 0-0, và chỉ trong 6 phút ông đã phá vỡ thế bế tắc - giúp Manchester United giành chiến thắng chung cuộc 3-0. Bốn ngày sau, ông lại vào sân từ ghế dư bị khi Manchester United bị dẫn 0-1 trước Leeds United, và ghi bàn gỡ hòa vào phút thứ 89 - bằng cú đánh đầu sau pha tạt bóng của Ryan Giggs.Ngày 12 tháng 12, ông lập một cú đúp và kiến tạo hai bàn trong trận thắng 5-0 của Manchester United trước CLB Derby County, ghi bàn ở phút thứ 6 và 58, kiến tạo cho Roy Keane và Paul Scholes. Solskjær bắt đầu màn lội ngược dòng trong trận gặp Aston Villa vòng ba khuôn khổ cúp FA ngày 6 tháng 1 năm 2002, ghi bàn phút thứ 77 và kiến tạo bàn thứ hai cho Ruud van Nistelrooy giúp Manchester United thắng với tỉ số 3-2.
Ngày 29 tháng 1, ông ghi một cú hat-trick vào CLB Bolton Wanderers trong trận thắng 4-0 của Manchester United. Solskjær ghi cú đúp vào lưới Charlton Athletic ở trận thắng 2-0 của Manchester United, vào các phút 33 và 74. Ngày 26 tháng 2, trong kỳ sinh nhật 29 tuổi của Solskjær, ông ghi cú đúp thứ tư của mùa giải vào lưới CLB nước Pháp, Nantes giúp Manchester United thắng với tỉ số 5-1. Ông lại ghi thêm một cú đúp vào ngày 30 tháng 3, giúp 'Quỷ Đỏ' thắng Leeds United với tỉ số 4-3. Solskjær giúp Manchester United tiến sâu vào vòng Bán kết UEFA Champions League sau khi ghi hai bàn vào lưới Deportivo de La Coruña trong trận thắng 3-2 của Manchester United, bàn đầu tiên tới chỉ sau hai phút vào sân. Ông góp mặt trong đội hình chính khi Manchester United chạm trán với Arsenal vào ngày 8 tháng 5, nhưng không thể xuyên thủng mảnh lưới đối phương, các 'Pháo thủ' hạ Manchester United với tỉ số 1-0 ngay trên sân Old Trafford và vô địch Ngoại hạng Anh. Ông kết thúc mùa giải với 17 bàn sau 30 lần ra sân (23 trận đá chính), là mùa giải ghi bàn nhiều nhất của ông kể từ khi ra mắt CLB lần đầu tiên.

#### Mùa giải 2002-03
Mùa giải 2002-03, sau khi cả hai cầu thủ Andrew Cole và Dwight Yorke đã rời Old Trafford, Solskjær phải cạnh tranh một xuất trong vị trí tiền đạo chính thức với Diego Forlán và van Nistelrooy. Tuy nhiên, Ferguson đã để van Nistelrooy và Paul Scholes làm bộ đôi tiền đạo phía trước, hoặc chỉ sử dụng một tiền đạo duy nhất ở phía trên, có nghĩa rằng cơ hội cho anh ra sân đã bị hạn chế đi rất nhiều. Solskjær ghi bàn đầu tiên của mùa giải 2002-03 vào ngày 17 tháng 8 năm 2002, bàn quyết định (và cùng là bàn thắng thứ 100 trên mọi đấu trường) vào lưới CLB West Bromwich Albion ở phút thứ 78. Ngày 19 tháng 10, Solskjær mang về trận hòa cho Manchester United khi ghi bàn vào lưới Fulham ở phút thứ 61.
Solskjær sau đó đã được đưa ra chơi ở tiền vệ cánh phải khi David Beckham dính phải một chấn thương. Ngoài chứng minh mình là một cầu thủ có thể tạt cánh được, Solskjær cũng điểm xuất lên tên tuổi của ông với các bàn thắng, Ole ghi được tổng cộng 16 bàn thắng trong mùa giải đó. Ông đã được Ferguson lựa chọn để chơi bên cánh phải trong những trận đấu quan trọng, chẳng hạn như trong trận đấu với Arsenal và trận tứ kết Champions League trước Real Madrid, trong khi Beckham được để lại trên băng ghế dự bị. Ông cũng được giao băng đội trưởng đội trong một số trận đấu.
Solskjær đã chơi cho Na Uy ở FIFA World Cup 1998 và Euro 2000, có 67 lần ra sân trên đấu trường quốc tế.

#### Mùa giải 2003-06: Những mùa giải chấn thương
Vào đầu mùa giải 2003-04, Solskjær là cầu thủ chạy cánh phải số một của Manchester United. Tuy nhiên, một chấn thương đầu gối trong trận đấu với Panathinaikos vào ngày 16 tháng 9 năm 2003 đã khiến Solskjær ngồi ngoài xem đồng đội thi đấu ròng rã cho đến tháng 2 năm 2004. Solskjær trở về từ chấn thương trong trận bán kết Cúp FA thắng Arsenal. Ông cũng đã chơi trong trận chung kết Cúp FA năm 2004, trận đấu mà Manchester United cũng chiến thắng và đoạt cúp. Solskjær đã buộc phải trải qua phẫu thuật đầu gối chuyên sâu trong tháng 8 năm 2004 và phải bỏ lỡ hoàn toàn mùa giải 2004-05. Khi Solskjær đã hồi phục thể lực của mình, thì lúc đó ông đã ở độ tuổi khó khăn là 32 và trở thành gánh nặng trong những đợt tấn công của Manchester United, đa phần ông ra sân từ băng ghế dự bị. Nhưng các cổ động viên M.U yêu mến Solskjaer vì lòng trung thành nên họ không nề hà chuyện ngồi dự bị của ông.
Để tiếp tục biểu lộ sự ủng hộ của họ, những người hâm mộ đã dán những tấm biểu ngữ trên khán đài Stretford End của sân Old Trafford với dòng chữ: "20 LEGEND" (Huyền thoại số 20, vì Solskjær mặc áo số 20). Solskjær cũng đền đáp lại tấm lòng người hâm mộ bằng cách trở thành một người bảo trợ của hiệp hội những người ủng hộ, Manchester United Supporters Trust (MUST), trước đây là Shareholders United.

#### Mùa giải 2006-07: Trở lại từ chấn thương
Solskjær đã trở lại vào ngày 05 tháng 12 năm 2005, ông tiếp tục ngồi trên băng ghế dư bị trong trận đấu với Liverpool. Số lượng khán giả lên tới 2.738 đã đến để chứng kiến sự trở lại của cầu thủ người Na Uy nhưng Manchester United đã thua 2-0. Ông đã vào sân thay người trong trận gặp Birmingham vào ngày 28 tháng 12. Sau đó, ông đã chơi ở đội hình xuất phát lần đầu tiên kể từ hơn một năm trước đây trong trận đấu Cúp FA với Burton Albion, trước khi chơi một trận đấu đầy đủ trong vai trò đội trưởng từ khi ông thi đấu trở lại. Sau đó nhận ra thể lực Solskjær chưa đảm bảo nên Alex Ferguson đã để ông lên băng ghế dự bị cho đến ngày 08 tháng 3 năm 2006 trong một trận đấu với Middlesbrough, ông vô tình bị phạm lỗi bởi Ugo Ehiogu, người đã phá vỡ gò má của ông. Trong khi phải đối mặt với khả năng không thể thi đấu ở phần còn lại của mùa giải, ông vẫn xuất hiện để thay người trong trận đấu với Sunderland vào ngày Thứ sáu Tuần Thánh.
Solskjær đã có một tour du đấu rất thành công vào mùa hè năm 2006 và được Ferguson khen ngợi người cũng nói rằng ông sẽ xem xét lại kế hoạch mua tiền đạo mới của mình. Ole Solskjær trở lại thi đấu tại Premiership vào ngày 23 tháng 8 năm 2006 khi ông ghi bàn trong trận gặp Charlton Athletic, bàn thắng đầu tiên của ông tại giải Ngoại hạng Anh kể từ tháng 4 năm 2003. Ferguson nhận xét sau trận đấu rằng "đó là một khoảnh khắc tuyệt vời cho Ole, người hâm mộ United ở khắp mọi nơi, các cầu thủ và nhân viên" và rằng "Ole đã không thi đấu một thời gian dài với thương tích trong hai năm qua, nhưng ông vẫn kiên trì và không bao giờ mất niềm tin và đã được báo đáp vào đêm nay..."
Sau một trận gặp Reading, Solskjær đã phải phẫu thuật thêm về đầu gối của mình. Tuy nhiên, nó không nghiêm trọng như các chấn thương trước đây của ông, và ông được đưa ra thi đấu chỉ một tháng sau.
Ngày 5 tháng 6 năm 2007, có một nguồn thông báo rằng Solskjær đã phải trải qua một pha phẫu thuật nhỏ sau khi ông cảm thấy khó chịu ở đầu gối của mình trong khi đang tập luyện với đội tuyển Na Uy. Cuộc phẫu thuật đã thành công, nhưng Solskjær không hoàn toàn hồi phục và phải thông báo treo giày vào ngày 27 tháng 8 năm 2007. Cuối cùng, vào ngày 04 tháng 9 sau khi trận đấu tại sân nhà Old Trafford trước Sunderland, ông chính thức giã từ sự nghiệp bóng đá chuyên nghiệp, khi Solskjær đi ra đường pitch khán giả đã đồng loạt đứng dậy để thực hiện những tràng vỗ tay hoan hô. Ole Gunnar Solskjær đã giữ kỷ lục là người ghi bàn cho Manchester United nhiều nhất với tư cách là một cầu thủ dự bị, ghi được 28 bàn thắng khi vào sân thay người.

#### 2008: Trận đấu chia tay
Ngày 02 tháng 8 năm 2008, Solskjær được ban lãnh đạo Manchester United tổ chức một trận đấu chia tay tại sân Old Trafford với CLB Espanyol của Tây Ban Nha. Hơn 68.000 người hâm mộ đã có mặt xem trân đấu cuối cùng của thần tượng trong tim mình. Solskjær xuất hiện ở phút 68, thay thế Carlos Tévez, tuy nhiên ông đã không thể có bàn thắng chia tay 70 ngàn khán giả tới sân Old Trafford, tiền đạo người Na Uy đã có 2 cơ hội ghi bàn song gánh nặng tuổi tác đã khiến anh không thể thắng được thủ môn đối phương nhưng cuối cùng M.U vẫn thắng 1-0 nhờ công của cầu thủ trẻ Campell. Vào cuối trận đấu, ông nói chuyện với các fan hâm mộ bằng một bài phát biểu, cảm ơn các nhân viên, cầu thủ, người hâm mộ và gia đình ông.

## Sự nghiệp huấn luyện

### Bước đầu tiên làm huấn luyện viên
Solskjær đã ký hợp đồng cuối cùng của ông với Manchester United vào ngày 31 tháng 3 năm 2006, với một điều khoản cho phép ông phát triển các giải thưởng huấn luyện. Ông cũng đã hoạt động trong vai trò đại sứ cho câu lạc bộ, khi ông đi du lịch đến Hồng Kông vào năm 2006 và chơi với các sinh viên tại trường Manchester United Soccer ở đó. Khi được phỏng vấn bởi Setanta Sports trong tháng 8 năm 2007, Solskjær đã xác nhận ông sẽ làm một huấn luyện viên sau khi giã từ sự nghiệp bóng đá chuyên nghiệp, và sẽ bắt đầu tìm kiếm những danh hiệu yêu cao quý sau khi mùa giải cuối cùng của ông với Manchester United kết thúc. Sau khi nghỉ hưu, Solskjær đã làm việc cho Alex Ferguson tại Old Trafford trong vai trò huấn luyện viên vị trí tiền đạo cho đội một trong phần còn lại của mùa giải 2007-08.
Trong suốt mùa hè năm 2008, ông dẫn dắt Đội dự bị Manchester United và đã giành được Cúp Senior Lancashire 2007–08 bằng cách đánh bại Liverpool với tỉ số 3-2 trong trận chung kết.
Ngay sau khi từ chức ở Åge Hareide, Solskjær đã có cơ hội làm huấn luyện viên dẫn dắt đội tuyển quốc gia Na Uy, nhưng Ole lại từ chối, nói rằng lúc này chưa đúng thời điểm để ông trở thành huấn luyện viên cho quốc gia mình.

### Molde
Vào ngày 9 tháng 11 năm 2010, Solskjær ký hợp đồng làm HLV Trưởng có thời hạn bốn năm với CLB Na Uy Molde, nơi mà ông đã có thời gian gắn bó trước khi tới Manchester United. Solskjær tiếp tục làm hết nhiệm kỳ với đội dự bị CLB Manchester United cho tới tháng 1 năm 2011, khi ông tiếp quản Molde cho một mùa giải mới.
Ngày 18 tháng 3 năm 2011, Molde chơi trận đầu tiên dưới thời Solskjær và chịu thua thất bại đáng xấu hổ 0-3 với đội mới lên hạng Sarpsborg 08. Họ chơi trận sân nhà đầu tiên của mùa giải vào ngày 3 tháng 4, dù cho họ bị dẫn trước 1-0 rồi dẫn lại 2-1 nhưng cuối cùng chỉ kiếm được trận hòa 2-2 với đội đang dẫn đầu bảng Tromsø. Bàn thắng đầu tiên của CLB Molde dưới thời HLV Solskjær được ghi trong trận đấu này bởi tiền đạo người Senegal Pape Paté Diouf. Ngày 17 tháng 4 năm 2011, Solskjær thắng trận đầu tiên của giải Tippeligaen cùng Molde với chiến thắng 3-2 trên sân nhà trước Stabæk. Trong ngày kỷ niệm 100 năm CLB Molde ngày 19 tháng 6 năm 2011, Solskjær dẫn dắt đội thắng 2-0 trước Sogndal và leo lên vị trí thứ nhất bảng xếp hạng Tippeligaen. Ngày 30 tháng 10 năm 2011, Solskjær vô địch giải Tippeligaen cùng Molde trong năm đầu tiên dẫn dắt đội bóng này.
Ngày 18 tháng 5 năm 2012, Molde cho phép Aston Villa chiêu mộ Solskjær làm HLV trưởng đội bóng này, sau sự sa thải với HLV Alex McLeish. Tuy nhiên, Solskjær từ chối lời đề nghị và tiếp tục dẫn dắt Molde để tránh tan vỡ gia đình sau khi họ đã định cư tại Na Uy.
Ngày 11 tháng 11 năm 2012, CLB Molde dưới sự dẫn dắt của Solskjær đã vô địch giải Tippeligaen trong 2 năm liên tiếp sau khi đánh bại CLB Hønefoss với tỉ số 1-0, trong khi đối thủ cạnh tranh danh hiệu trực tiếp với họ, Strømsgodset đã thua trên sân khách của Sandnes Ulf với tỉ số 2-1.
Năm 2013, Molde trải qua mùa giải khó khăn khi chỉ kiếm được 7 điểm sau 11 trận đấu đầu tiên. Dưới sự dìu dắt của Solskjær, Molde đã hồi sinh ở giai đoạn cuối mùa giải và đạt hạng sáu với tổng số điểm 44 sau 30 trận. Vào ngày 24 tháng 11 năm 2013, Molde đánh bại Rosenborg 4-2 trong trận chung kết cúp Quốc gia Na Uy 2013 để giơ cao chiếc cúp quốc gia này lần thứ 3 trong lịch sử của đội bóng, qua đó cho họ một suất dự Europa League mùa giải 2014-15 khu vực vòng loại.

### Cardiff City

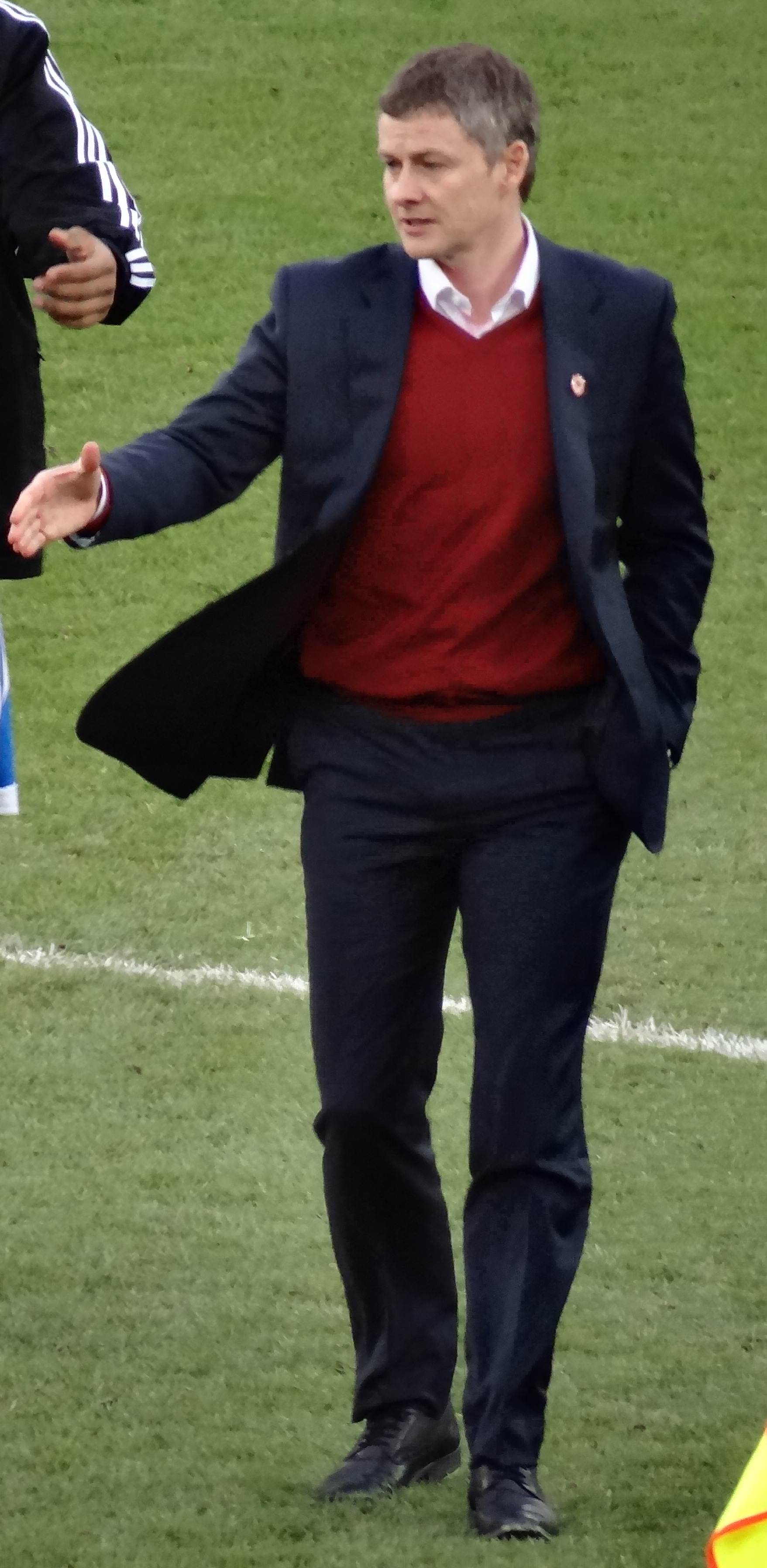
Ole tại Cardiff City F.C.

Vào ngày 2 tháng 1 năm 2014, Solskjær được bổ nhiệm làm HLV Trưởng đội Cardiff City . Ông thắng trận đầu tiên sau khi bị dẫn bàn trước bởi Newcastle United bằng chiến thắng với tỉ số 2-1 ở vòng 3 cúp FA chỉ hai ngày sau đó. Cardiff sau đó chật vật giành giật điểm số và sau hàng loạt trận thua trước các CLB Swansea City, Hull City, Crystal Palace, và Sunderland, Cardiff bị xuống hạng Championship sau trận thua 0-3 với Newcastle United. Cuối mùa giải, Cardiff kết thúc với vị trí 20, chỉ thắng 7 trận với 30 điểm. Ông chia tay với Cardiff City vào ngày 18 tháng 9 năm 2014 sau chuỗi trận nghèo nàn của đội vào đầu mùa giải Championship.

### Trở lại Molde
Vào ngày 21 tháng 10 năm 2015, Solskjær quay trở lại Molde, ký hợp đồng ba năm rưỡi để trở thành người huấn luyện viên mới của họ. Trận đầu tiên của ông trong ngày trở lại làm HLV là trận ngày hôm sau, bằng chiến thắng 3-1 của Molde trước Celtic trên sân nhà trong khuôn khổ vòng bảng Europa League. Trận đầu tiên của ông trong giải quốc nội là trận thắng 2-1 trên sân khách của Aalesunds. Ông thắng trận kế tiếp, và trận cuối cùng, trong giải Tippeligaen 2015 trước các đội Viking và Start, Molde chung cuộc xếp vị trí thứ sáu. Trong khi đó, tại vòng bảng Europa League, Ông hướng dẫn họ đến vị trí đầu tiên trong Vòng bảng Europa League, đứng trên Fenerbahçe, Ajax và Celtic. Ngày 14 tháng 12, Molde được bốc thăm gặp đương kim vô địch của giải lúc bấy giờ là CLB Sevilla trong vòng 1/32 đội. Họ thua 3-0 ở trận lượt đi trên sân nhà Sevilla, dù đã chiến thắng với tỉ số 1-0 trên sân nhà nhưng chung cuộc Molde vẫn bị loại khỏi giải với tổng tỉ số 3-1.
Mùa giải Tippeligaen 2016 khởi đầu khá suôn sẻ với Solskjær và các học trò khi họ có 7 trận thắng, hòa 3 và thua 2 trong 12 trận đầu tiên, Molde tạm xếp ở vị trí thứ hai trên BXH. Tuy nhiên chuỗi phong độ tồi tệ sau đó dẫn đến việc Molde thất bại trong việc tìm kiếm trận thắng trong 6 trận sắp tới, thua tới 5 trận trong đó có trận thua trước đội đang xếp đầu bảng Rosenborg 1-3 vào ngày 28 tháng 5 năm 2016. Sau đó Molde thắng liền một lúc bốn trận, trong đó có trận thắng 4-2 trước CLB Odd vào ngày 21 tháng 8 với hai bàn thắng ghi được vào những phút bù giờ cuối cùng từ hai cầu thủ vào sân từ ghế dự bị là Tobias Svendsen và Harmeet Singh.Trong mùa giải đầu tiên khi Solskjær quay lại làm HLV Trưởng, Molde kết thúc mùa giải ở vị trí thứ năm trên BXH sau khi thua trận cuối cùng trước đội Lillestrøm với tỉ số 1-0.
Phong độ ban đầu trong mùa giải Tippeligaen 2017 của Molde dưới thời HLV Solskjær khá bất thường bằng việc CLB giành chiến thắng hai trận đầu tiên – trong đó có trận thắng 2-1 vào phút bù giờ với Lillestrømngày 5 tháng 4 năm 2017 – nhưng sau đó họ chỉ thắng được một trên bảy trận tiếp theo dẫn đến việc Molde chỉ xếp ở vị trí thứ tám. Tuy nhiên sau đó phong độ được cải thiện bằng việc CLB chỉ để thua một trong chín trận kế tiếp, thắng sáu trận trong đó có hai trận thắng với tỉ số 3-0 trước các CLB Tromsø và Aalesund, Molde leo một mạch lên vị trí thứ ba. Sau khi thua hai trận kế tiếp, Molde có chuỗi bất bại trong bảy trận kế tiếp, thắng sáu trận trong đó có hai trận thắng ở những phút bù giờ cuối trước các CLB Odd và Vålerenga  – Molde leo lên vị trí thứ hai trên BXH. Solskjær cùng các học trò vào tới bán kết cúp quốc gia Na Uy ngày 17 tháng 8 sau trận thắng 2-1 trước Kristiansund. Trận bán kết diễn ra vào ngày 21 tháng 9 bằng việc Molde thua Lillestrøm với tỉ số 0-3, đội sau đó cũng lên ngôi vô địch. Solskjær giúp Molde kết thúc mùa giải ở vị trí thứ ba, kém bảy điểm so với đội đầu bảng vô địch giải đấu là Rosenborg, nhưng cũng đủ để giúp CLB có suất tham dự vòng sơ loại thứ nhất UEFA Europa League.

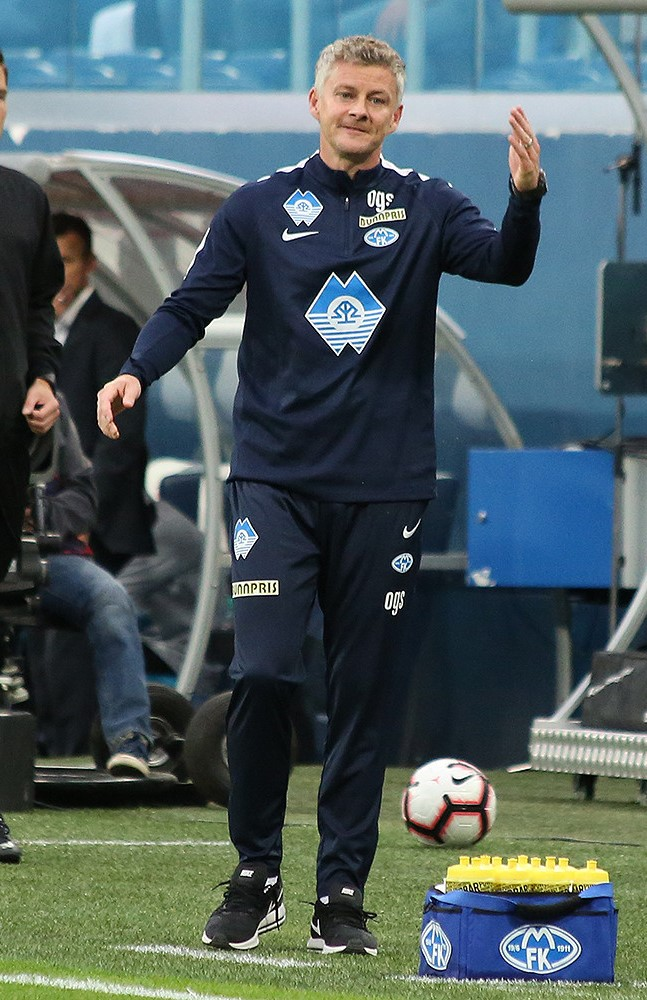
Ole tại Molde

Mùa giải Tippeligaen 2018 là mùa tốt của Molde từ khi Solskjær quay trở lại dẫn dắt đội bóng, bằng việc thắng ba trận đầu mùa giải trước các CLB Sandefjord, Haugesund và Tromsø, giúp Molde leo lên vị trí thứ nhất BXH. Sau trận thua 0-4 trước CLB Rosenberg ngày 8 tháng 4 năm 2018, chuỗi phong độ bất thường của Molde bắt đầu bằng việc CLB chỉ giành chiến thắng ba trong 8 trận khiến họ rơi xuống vị trí thứ tám trên BXH. Tuy nhiên, Solskjær cùng các học trò bất bại trong năm trận kế tiếp bao gồm một trận thắng 4-0 trên sân khách của Brann ngày 1 tháng 7; trận thắng 5-1 trước CLB Vålerenga ngày 8 tháng 7; và trận thắng 5-1 nữa trước Brann ngày 12 tháng 8. Ngày 11 tháng 7, Molde chơi trận sân khách đối đầu với đại diện Bắc Ireland là CLB Glenavon trong khuôn khổ vòng sơ loại thứ nhất Europa League, Molde thua với tỉ số 2-1. Molde thắng trận lượt về với tỉ số 5-1 ngày 19 tháng 7, giúp họ tiến vào vòng sơ loại thứ hai. Molde sau đó bốc thăm gặp CLB Albania Laçi, Molde hạ gục với tổng tỉ số 5-0 sau hai lượt trận. Trong vòng sơ loại thứ ba, Molde chạm trán Hibernian, Solskjær dẫn dắt đội bóng giành thắng lợi với tổng tỉ số 3-0 sau hai lượt trận. Molde sau đó bốc thăm gặp đại diện nước Nga là Zenit ngày 6 tháng 8, họ chạm trán nhau vào ngày 23 tháng 8 bằng kết quả Molde thua với tỉ số 3-1 trên sân khách ở lượt đi. CLB Molde sau đó giành thắng lợi 2-1 ở trận lượt về, nhưng chừng đó là chưa đủ để Solskjær và các học trò đi tiếp, họ thua chung cuộc 4-3 sau hai lượt trận. Sau khi chịu hai trận thua ở giải quốc nội trước các CLB Stabæk và Ranheim vào cuối tháng 8, Solskjær cùng đội bóng bất bại trong phần còn lại của mùa giải – thắng 8 trong 10 trận (hòa 2). Trận thắng hay nhất của ông chính là trước đối thủ cạnh tranh ngôi vô địch trực tiếp là CLB Rosenborg, với tỉ số 1-0. Dẫu cho chiến thắng đó vẫn là chưa đủ khi Molde kết thúc mùa giải ở vị trí thứ hai, kém 5 điểm trước Rosenborg. Vào ngày 3 tháng 12 năm 2018, Molde gia hạn hợp đồng với Solskjær cho tới cuối mùa giải 2021.

### 2018-2021: Manchester United
Ngày 19 tháng 12 năm 2018, Solskjær chính thức được bổ nhiệm làm huấn luyện viên tạm quyền của Manchester United đến cuối mùa giải 2018-2019 cho đến khi CLB tìm được người kế nhiệm chính thức sau khi huấn luyện viên José Mourinho ra đi sau 2 năm trên cương vị thuyền trưởng của 'Quỷ Đỏ', và đang trên con đường đưa MU về đúng vị thế của 1 đội bóng lớn. Ông được dự kiến sẽ quay lại CLB Molde vào tháng 5 năm 2019, với trợ lý Erling Moe đảm nhiệm vai trò HLV tạm quyền cho Molde trong thời gian Solskjær vắng mặt ở tiền mùa giải và những trận đấu đầu tiên của giải Eliteserien 2019 (tiền thân là Tippeligaen), khởi tranh vào ngày 31 tháng 3 năm 2019.

#### Mùa giải 2018-19
Với vai trò là HLV tạm quyền, Solskjaer đã giúp MU vượt qua cơn khủng hoảng do HLV cũ José Mourinho để lại. Trong 11 trận đấu đầu tiên, MU thắng 10 trận và chỉ hòa 1 trong đó có chuỗi 8 trận thắng liên tiếp (bao gồm cả các trận thắng mọi đấu trường trong đó có trận thắng với Reading 2-0 vòng 3 cúp FA, thắng Arsenal 3-1 trên chính sân Emirates ở vòng 4 cúp FA và đánh bại Tottenham Hotspur 1-0 ở giải Ngoại hạng Anh) giúp Manchester United rút ngắn khoảng cách với Top 4. Manchester United sau đó hòa với Burnley trên sân nhà với tỉ số 2-2, Solskjaer còn giúp Paul Pogba thi đấu thăng hoa trở lại cùng với sự bùng nổ của Marcus Rashford trên hàng công bằng cách để họ chơi bóng ở vị trí sở trường của họ đánh bại Fulham 3-0 và Leicester City 1-0 giúp United có 6 trận thắng sân khách liên tiếp trên mọi đấu trường lần đầu tiên kể từ tháng 5 năm 2009. Ông đã giúp cho Manchester United kiếm được 25 điểm kể từ khi làm HLV tạm quyền, Solskjær kiếm được nhièu điểm hơn các HLV khác trong 9 trận đầu tiên cầm quân cho một CLB ở kỷ nguyên Ngoại hạng Anh. Trận thắng 3-1 trước CLB Crystal Palace vào ngày 28 tháng 2 năm 2019 là kỷ lục CLB với 8 trận thắng trên sân khách trên mọi đấu trường. Ngoài ra, Solskjær trong trận đầu tiên dẫn dắt United gặp đội bóng cũ Cardiff đã giành chiến thắng với tỉ số đậm 5-1, lần đầu tiên CLB ghi được 5 bàn kể từ trận hòa 5-5 trước West Brom trong trận cuối cùng khi Sir Alex Ferguson còn nắm quyền trước khi thông báo giải nghệ vào cuối mùa giải 2012-13.
Ông được vinh danh là HLV xuất sắc nhất tháng 1 năm 2019 của giải Ngoại hạng Anh sau hàng loạt chuỗi trận thăng hoa trong thời kỳ giành tối đa 10 trên 12 điểm ở trong giải, giúp ông trở thành HLV đầu tiên của Manchester United thắng được một giải cá nhân kể từ khi Sir Alex Ferguson có được vào tháng 10 năm 2012 và cũng là HLV người Na Uy đầu tiên được vinh dự nhận giải HLV xuất sắc nhất tháng.
Tuy nhiên, tại lượt đi vòng 1/8 UEFA Champions League ngày 13/2, Manchester United bị Paris Saint Germain chấm dứt chuỗi 11 trận bất bại với tỷ số 0-2 ngay trên sân nhà Old Trafford. Dù vậy, lượt về ngày 7/3 trên sân khách, Romelu Lukaku đã ghi cú đúp cùng 1 bàn thắng của Marcus Rashford, lội ngược dòng ngoạn mục 1-3, vượt qua PSG và vào vòng tứ kết, đồng thời làm nên lịch sử tại UEFA Champions League.
Ngày 28 tháng 3 năm 2019, Solskjaer được Manchester United bổ nhiệm làm HLV chính thức, hợp đồng có thời hạn 3 năm. Kết thúc mùa bóng, Manchester United chỉ giành được hạng 6 tại giải Ngoại hạng và bị loại khỏi UEFA Champions League 2018–19 ở vòng tứ kết sau khi thua Barcelona ở cả hai trận đấu.

#### Mùa giải 2019-20
Là mùa giải mà Ole đã tái thiết lại Manchester United với việc mua về hàng loạt các cầu thủ trẻ như Aaron Wan-Bissaka, Daniel James, Harry Maguire và đặc biệt là Bruno Fernandes, đồng thời bán đi một số cầu thủ như Romelu Lukaku, Ashley Young, Alexis Sánchez, Chris Smalling,.. Dưới sự dẫn dắt của Ole, Manchester United giành được nhiều chiến thắng quan trọng trước các đội bóng lớn như Manchester City F.C., Chelsea F.C., Leicester City F.C., Tottenham Hotspur F.C.,.. Ole được coi là tạo ra sự tiến bộ vượt bậc ở các cầu thủ trẻ như Marcus Rashford, Mason Greenwood, Scott McTominay.. hay giúp các cầu thủ đã từng đánh mất phong độ tìm lại phong độ cao như Fred, Luke Shaw,.. Nhiều cầu thủ trẻ được đào tạo tại học viện bóng đá của câu lạc bộ đã được trao các vị trí chính thức trong đội hình chính và đã tỏa sáng như Mason Greenwood, Brandon Williams,.. Tại mùa bóng này, Ole đã dần từ bỏ sơ đồ chiến thuật lùi sâu với 3 trung vệ mà thay bằng sơ đồ 4-2-3-1 hoặc 4-4-2 kim cương. Manchester United kết thúc mùa giải ở vị trí thứ 3 ở Ngoại hạng Anh, lọt vào bán kết các giải đấu Cup như UEFA Europa League, FA Cup, League Cup.

#### Mùa giải 2020-21
Manchester United đã khởi đầu rất chậm chạp bằng một loạt thất bại nặng nề ngay trên sân nhà trong một số trận khởi đầu Ngoại hạng, như thất bại 1-3 trước Crystal Palace, hay trận thua to 1-6 trước Tottenham Hotspur F.C. ngày 4 tháng 10 năm 2020 - trận đấu mà Ole cho rằng là thất bại cay đắng nhất trong sự nghiệp của ông. United đã có thời gian dài thi đấu không tốt trên sân nhà Old Trafford, tụt xuống thứ 15 sau 7 vòng đấu ở Ngoại hạng, thậm chí bị loại khỏi UEFA Champions League 2020–21 và đã có nhiều tin đồn ông sẽ bị sa thải mặc dù lãnh đạo Manchester United vẫn tuyên bố ủng hộ ông. Manchester United đã thắng đội cùng thành phố Manchester City trong trận đấu lượt về Ngoại hạng Anh ngày 7 tháng 3 năm 2021, và huấn luyện viên của Manchester City là Pep Guardiola luôn cho rằng Manchester United dưới thời Ole là đội bóng chuyển trạng thái tấn công nhanh nhất không chỉ ở nước Anh.
Manchester United đã dần dần tiến bộ và chơi ổn định kể từ giai đoạn cuối năm 2020, Manchester United đã có một chiến thắng kỷ lục 9 - 0 trước Southampton F.C. trên sân Old Trafford vào ngày 2 tháng 2 năm 2021, và đạt kỷ lục 23 trận đấu liên tục bất bại trên sân khách tại Ngoại hạng Anh sau trận thắng 3-1 trước Tottenham Hotspur ngày 11 tháng 4 năm 2021. Trong trận đấu này, Manchester United bị VAR hủy bỏ một bàn thắng vì cho rằng Scott McTominay đã phạm lỗi với Son Heung-min trước khi bàn thắng xảy ra. Tình huống đó dẫn tới việc Son đã nằm ra sân tới hơn 3 phút để các nhân viên y tế chăm sóc, và sau trận đấu các cổ động viên Manchester United đã có nhiều lời lẽ mang tính chất xúc phạm tới mức phân biệt chủng tộc đối với Son trên mạng xã hội. Bản thân Ole cũng bị truyền thông từ Hàn Quốc chỉ trích và quy kết là "phân biệt chủng tộc" vì ngay sau trận đấu ông đã có những lời phê phán hành vi của Son Heung-min: "Chúng ta không nên bị lừa. Tôi phải nói điều này, nếu con trai tôi nằm sân trong 3 phút và nó cần 10 người để đỡ dậy thì nó sẽ bị bỏ đói. Chúng ta và trọng tài không nên bị lừa".
Ngày 29 tháng 4 năm 2021, Manchester United thắng 6-2 trước A.S. Roma trong trận bán kết lượt đi Europa League 2020-2021 trên sân Old Trafford, và trở thành đội đầu tiên ghi sáu bàn ở bán kết Cup châu Âu, kể từ khi Real Madrid thiết lập kỷ lục này tại European Cup (tiền thân của Champions League) vào năm 1964. Ở hiệp một, Manchester United đã chơi tệ và bị dẫn trước 1-2, Ole đã bị các bình luận viên, là các đồng đội cũ Paul Scholes và Owen Hargreaves chỉ trích thậm tệ trên sóng truyền hình vì cho rằng ông sử dụng sai chiến thuật, bố trí nhân sự sai lầm mà không chịu thay đổi khi hiệp 2 bắt đầu. Thế nhưng Manchester United đã thăng hoa ở hiệp 2 và thắng ngược Roma dù không cần thay đổi đội hình, và Ole đã trả lời lại những chỉ trích mình: "Ngồi trên cabin và bình luận, nên dùng ai thì dễ lắm, nhưng vấn đề là phải cho ai ở ngoài đây. Tôi phải đảm bảo sự cân bằng của đội hình. Có lẽ hai người đó cũng nên thử xếp một đội hình thật cân bằng xem sao."
Ngày 9 tháng 5 năm 2021, Manchester United thắng Aston Villa 3-1 trân sân khách trong trận đấu thuộc vòng đấu thứ 35 Ngoại hạng Anh, trận đấu mà Aston Villa đã ghi bàn thắng trước và United đã lội ngược dòng thắng 3-1, qua đó lập kỷ lục là đội duy nhất thắng ngược tới 10 trận đấu. Ngày 23 tháng 5 năm 2021, Manchester United có chiến thắng 2-1 trước Wolverhampton Wanderers F.C. tại trận đấu cuối cùng của Ngoại hạng Anh mùa bóng 2020-2021 trên sân khách, kết thúc mùa giải với vị trí thứ 2 và hoàn toàn bất bại trên sân khách.
Ngày 26 tháng 5 năm 2021, Manchester United chơi trận chung kết UEFA Europa League và thất bại sau 10-11 sau loạt sút luân lưu kéo dài tới 11 quả (sau khi hòa 1-1 ở 120 phút thi đấu chính thức). Thất bại này khiến Ole nhận nhiều chỉ trích vì không sử dụng thủ môn Dean Henderson (David de Gea đã sút hỏng quả penalty cuối cùng và không thể cản được một quả nào), ông thừa nhận rằng ông từng nghĩ tới việc thay de Gea bằng Henderson vào thời điểm gần đến loạt sút luân lưu, nhưng lại bỏ ý định này vì có lòng tin vào David de Gea - người đã có phong độ chói sáng ở trận bán kết trước đó).

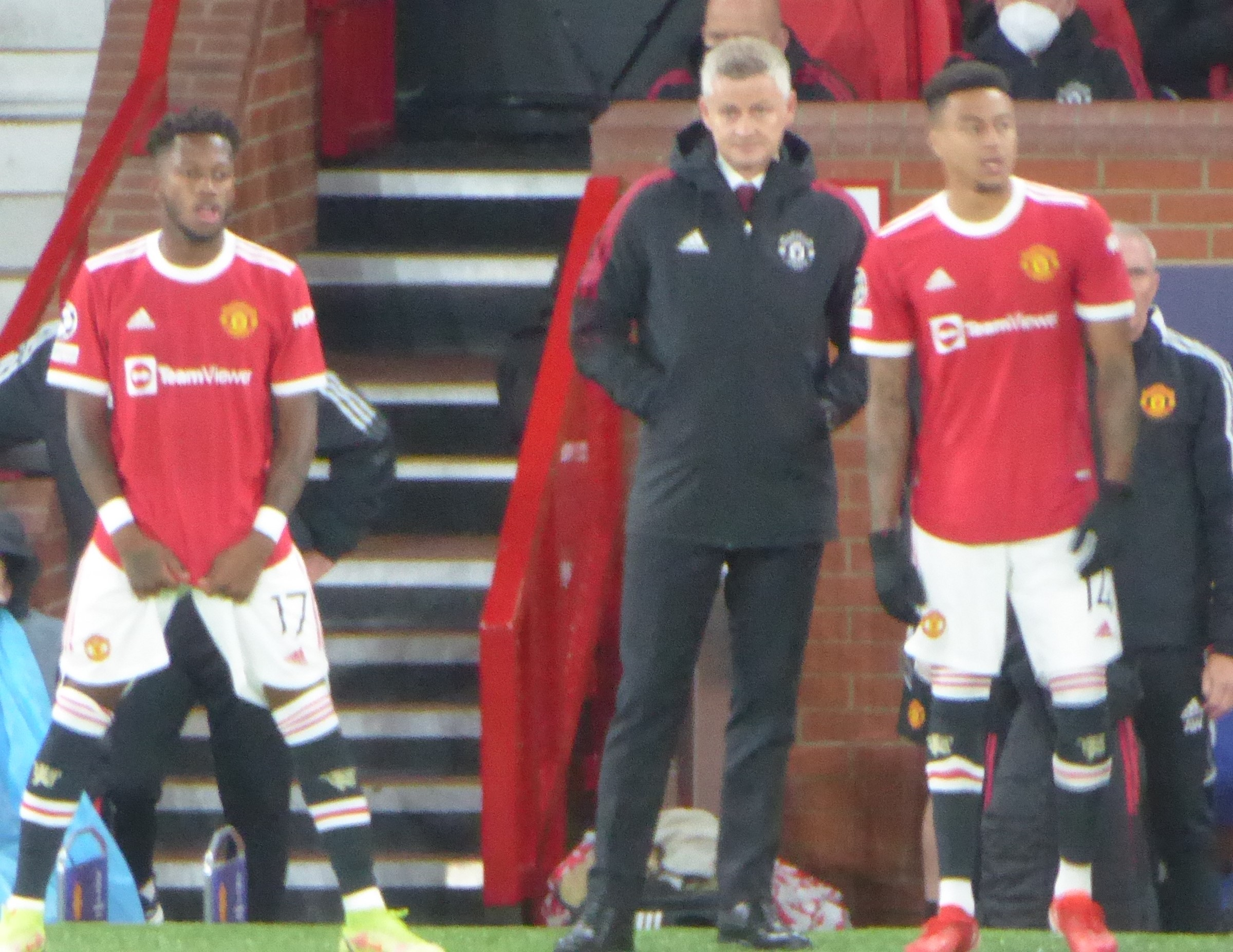
Solskjaer năm 2021

#### Mùa giải 2021-22
Vào ngày 24 tháng 7 năm 2021, Manchester United thông báo Solskjær gia hạn hợp đồng 3 năm đến 2024, với tùy chọn thêm 1 năm. Manchester United bắt đầu chiến dịch UEFA Champions League 2021–22 vào ngày 14 tháng 9 năm 2021 với trận thua ngược 2-1 trước BSC Young Boys dù Cristiano Ronaldo đã ghi bàn từ rất sớm. Dưới thời Solskjær, vào ngày 19 tháng 9, Ronaldo và Jesse Lingard đã ghi bàn trong chiến thắng 2-1 trên sân khách trước West Ham United để lập kỷ lục mới về chuỗi bất bại 29 trận sân khách tại Premier League. Vào ngày 16 tháng 10, chuỗi trận này kết thúc bằng trận thua 4–2 trước Leicester City. Vào ngày 24 tháng 10, Manchester United thua 5–0 trên sân nhà trước đối thủ không đội trời chung Liverpool; kết quả tồi tệ nhất của Manchester United trước Liverpool kể từ 1925. Vào ngày 6 tháng 11, họ thua 0-2 trong trận derby Manchester trước đối thủ Manchester City. Đến ngày 20/11, sau thất bại 1-4 trước Watford trên sân khách, Man Utd tuyên bố chấm dứt hợp đồng với Ole Gunnar Solskjaer gần 3 năm trước thời hạn

## Cuộc sống cá nhân
Solskjær sống ở Bramhall với vợ Silje, và ba đứa con của họ, Noah, Karna và Elijah. Ông đã tiết lộ rằng ông không phải là cầu thủ ưa thích của con trai mình Noah mà cầu thủ cậu bé thích là cựu đồng đội của ông tại Manchester United Wayne Rooney.
Trong tháng 11 năm 2007, Solskjær đã được trao giải hạng nhất Huân chương Hoàng gia Na Uy của St Olav bởi vua Harald V của Na Uy, phong tước hiệp sĩ người Na Uy. Ông đã trình bày các giải thưởng trong một buổi lễ vào ngày 25 tháng 10 năm 2008 tại quê nhà Kristiansund. Solskjær là người trẻ nhất từng nhận giải thưởng của phong tước hiệp sĩ, vì giải thưởng đó thường được ban tặng cho các thành viên lớn tuổi và đáng chú ý trong xã hội ở những năm sau này.
Trong năm 2010, trang báo Rich List Sport (Danh sách Nhân vật Thể thao Giàu có) của tờ Sunday Times ở Anh ước tính tài sản cá nhân của Solskjær lên tới khoảng 10 triệu bảng Anh, khiến ông trở thành một trong những huấn luyện viên giàu nhất bóng đá sứ xở sương mù.
Theo nhận xét của Paul Pogba trong một phỏng vấn trên Skysport, Ole là người luôn bảo vệ cầu thủ và không bỏ rơi họ dù không sử dụng trong đội hình chính: "Những gì tôi trải qua với HLV Solskjaer ở thời điểm này rất khác. Ông ấy không bao giờ chống lại cầu thủ của mình. Có thể HLV Solskjaer sẽ không lựa chọn họ nhưng ông ấy không bao giờ gạt hẳn sang một bên như thể họ không còn tồn tại nữa." Ông thường không chỉ trích cầu thủ trước truyền thông, thường bảo vệ và khích lệ họ. Ole được cho là rất kiên nhẫn với nhiều cầu thủ để giúp họ tìm lại phong độ cao, vì thế ông nhận được sự ủng hộ lớn từ các cầu thủ chủ chốt.

## Sự nghiệp quốc tế
Solskjær xuất hiện lần đầu tiên trong màu áo đội tuyển quốc gia Na Uy ở một trận giao hữu với Jamaica vào ngày 26 tháng 11 năm 1995, một vài tháng trước khi ông gia nhập Manchester United. Trận đấu kết thúc với trận hòa 1-1 và Ole Gunnar ghi bàn duy nhất cho Na Uy. Ông tiếp tục phong độ ghi bàn tuyệt vời của mình bằng việc ghi được 3 bàn thắng trong lần đầu tiên được gọi lên đội tuyển quốc gia trong chiến dịch vòng loại World Cup 1998.
Solskjær đã chơi trong cả hai giải FIFA World Cup 1998 và Euro 2000 cho đội tuyển quốc gia Na Uy. Ông đã thành lập một mối quan hệ đối tác sợ với đồng đội ở đội tuyển và là cựu tiền đạo Chelsea Tore André Flo, được coi là một trong những quan hệ đối tác nổi bật nhất trong lịch sử của Na Uy.
Sau thời gian dài của ngồi ngoài vì chấn thương, ông đã trở lại trong một trận đấu đầy đủ của mình vào ngày 02 tháng 9 năm 2006, khi Ole Gunnar ghi thắng bàn đầu tiên cho mình và cũng là cuối cùng trong trận thắng 4-1 với Hungary ở vòng loại Euro 2008. Đó cũng là lần cuối cùng ông ghi bàn cho đội tuyển quốc gia và tổng cộng ông có 23 bàn thắng trên đấu trường quốc tế.
Ông đã xuất hiện lần cuối cùng trong màu áo Na Uy với Croatia trong tháng 2 năm 2007, kết thúc kỷ lục 67 trận ra sân của mình.

## Thống kê sự nghiệp huấn luyện
Tính đến ngày 20 tháng 11 năm 2021
| Câu lạc bộ        | Từ ngày              | Đến ngày             | Thành tích | Thành tích | Thành tích | Thành tích | Thành tích    |
| Câu lạc bộ        | Từ ngày              | Đến ngày             | Số trận    | Thắng      | Hòa        | Thua       | Tỉ lệ thắng % |
| ----------------- | -------------------- | -------------------- | ---------- | ---------- | ---------- | ---------- | ------------- |
| Molde             | 9 tháng 11 năm 2010  | 2 tháng 1 năm 2014   | 125        | 69         | 25         | 31         | 055,2         |
| Cardiff City      | 2 tháng 1 năm 2014   | 18 tháng 9 năm 2014  | 30         | 9          | 5          | 16         | 030,0         |
| Molde             | 21 tháng 10 năm 2015 | 28 tháng 3 năm 2019  | 118        | 66         | 19         | 33         | 055,9         |
| Manchester United | 19 tháng 12 năm 2018 | 20 tháng 11 năm 2021 | 168        | 91         | 37         | 40         | 054,17        |
| Tổng cộng         | Tổng cộng            | Tổng cộng            | 442        | 235        | 87         | 120        | 053,17        |

## Thống kê sự nghiệp cầu thủ

### Bàn thắng cấp câu lạc bộ
| CLB                 | Mùa giải            | Giải | Giải | Cúp Quốc gia | Cúp Quốc gia | Cúp Liên Đoàn | Cúp Liên Đoàn | Châu Âu | Châu Âu | Khác | Khác | Tổng cộng | Tổng cộng |
| CLB                 | Mùa giải            | Trận | Bàn  | Trận         | Bàn          | Trận          | Bàn           | Trận    | Bàn     | Trận | Bàn  | Trận      | Bàn       |
| ------------------- | ------------------- | ---- | ---- | ------------ | ------------ | ------------- | ------------- | ------- | ------- | ---- | ---- | --------- | --------- |
| Molde               | 1995                | 26   | 20   | 4            | 6            | –             | –             | 4       | 3       | –    | –    | 34        | 29        |
| Molde               | 1996                | 16   | 11   | 4            | 1            | –             | –             | –       | –       | –    | –    | 20        | 12        |
| Molde               | Tổng                | 42   | 31   | 8            | 7            | –             | –             | 4       | 3       | –    | –    | 54        | 41        |
| Manchester United   | 1996–97             | 33   | 18   | 3            | 0            | 0             | 0             | 10      | 1       | 0    | 0    | 46        | 19        |
| Manchester United   | 1997–98             | 22   | 6    | 2            | 2            | 0             | 0             | 6       | 1       | 0    | 0    | 30        | 9         |
| Manchester United   | 1998–99             | 19   | 12   | 8            | 1            | 3             | 3             | 6       | 2       | 1    | 0    | 37        | 18        |
| Manchester United   | 1999–2000           | 28   | 12   | –            | –            | 1             | 0             | 11      | 3       | 6    | 0    | 46        | 15        |
| Manchester United   | 2000–01             | 31   | 10   | 2            | 1            | 2             | 2             | 11      | 0       | 1    | 0    | 47        | 13        |
| Manchester United   | 2001–02             | 30   | 17   | 2            | 1            | 0             | 0             | 15      | 7       | 0    | 0    | 47        | 25        |
| Manchester United   | 2002–03             | 37   | 9    | 2            | 1            | 4             | 1             | 14      | 4       | 0    | 0    | 57        | 15        |
| Manchester United   | 2003–04             | 13   | 0    | 3            | 0            | 0             | 0             | 2       | 1       | 1    | 0    | 19        | 1         |
| Manchester United   | 2004–05             | 0    | 0    | 0            | 0            | 0             | 0             | 0       | 0       | 0    | 0    | 0         | 0         |
| Manchester United   | 2005–06             | 3    | 0    | 2            | 0            | 0             | 0             | 0       | 0       | 0    | 0    | 5         | 0         |
| Manchester United   | 2006–07             | 19   | 7    | 6            | 2            | 1             | 1             | 6       | 1       | 0    | 0    | 32        | 11        |
| Manchester United   | Tổng                | 235  | 91   | 30           | 8            | 11            | 7             | 81      | 20      | 9    | 0    | 366       | 126       |
| Tổng cộng sự nghiệp | Tổng cộng sự nghiệp | 277  | 122  | 38           | 15           | 11            | 7             | 85      | 23      | 9    | 0    | 529       | 282       |

### Bàn thắng quốc tế
| #  | Ngày                 | Địa điểm                        | Đối thủ     | Tỉ số | Kết quả | Sự kiện                  |
| -- | -------------------- | ------------------------------- | ----------- | ----- | ------- | ------------------------ |
| 1  | 26 tháng 11 năm 1995 | Kingston                        | Jamaica     | 1-1   | Hòa     | Giao hữu                 |
| 2  | 27 tháng 3 năm 1996  | Windsor Park, Belfast           | Bắc Ireland | 2-0   | Thắng   | Giao hữu                 |
| 3  | 02 tháng 6 năm 1996  | Ullevaal Stadion, Oslo          | Azerbaijan  | 5-0   | Thắng   | vòng loại World Cup 1998 |
| 4  | 02 tháng 6 năm 1996  | Ullevaal Stadion, Oslo          | Azerbaijan  | 5-0   | Thắng   | vòng loại World Cup 1998 |
| 5  | 30 tháng 4 năm 1997  | Ullevaal Stadion, Oslo          | Phần Lan    | 1-1   | Hòa     | vòng loại World Cup 1998 |
| 6  | 25 tháng 3 năm 1998  | King Baudouin Stadium, Brussels | Bỉ          | 2-2   | Hòa     | Giao hữu                 |
| 7  | 27 tháng 5 năm 1998  | Molde stadion, Molde            | Ả Rập Xê Út | 6-0   | Thắng   | Giao hữu                 |
| 8  | 27 tháng 5 năm 1998  | Molde stadion, Molde            | Ả Rập Xê Út | 6-0   | Thắng   | Giao hữu                 |
| 9  | 27 tháng 3 năm 1999  | Sân vận động Olympic (Athens)   | Hy Lạp      | 2-0   | Thắng   | vòng loại Euro 2000      |
| 10 | 27 tháng 3 năm 1999  | Sân vận động Olympic (Athens)   | Hy Lạp      | 2-0   | Thắng   | vòng loại Euro 2000      |
| 11 | 28 tháng 4 năm 1999  | Tblisi                          | Gruzia      | 4-1   | Thắng   | vòng loại Euro 2000      |
| 12 | 08 tháng 9 năm 1999  | Ullevaal Stadion, Oslo          | Slovenia    | 4-0   | Thắng   | vòng loại Euro 2000      |
| 13 | 09 tháng 10 năm 1999 | Sân vận động Daugava, Riga      | Latvia      | 2-1   | Thắng   | vòng loại Euro 2000      |
| 14 | 27 tháng 5 năm 2000  | Ullevaal Stadion, Oslo          | Slovakia    | 2-0   | Thắng   | Friendly                 |
| 15 | 24 tháng 3 năm 2001  | Ullevaal Stadion, Oslo          | Ba Lan      | 2-3   | Thua    | vòng loại World Cup 2002 |
| 16 | 28 tháng 3 năm 2001  | Minsk                           | Belarus     | 1-2   | Thua    | vòng loại World Cup 2002 |
| 17 | 15 tháng 8 năm 2001  | Ullevaal Stadion, Oslo          | Thổ Nhĩ Kỳ  | 1-1   | Hòa     | Giao hữu                 |
| 18 | 14 tháng 5 năm 2002  | Ullevaal Stadion, Oslo          | Nhật Bản    | 3-0   | Thắng   | Giao hữu                 |
| 19 | 22 tháng 5 năm 2002  | Sân vận động Aspmyra, Bodø      | Iceland     | 1-1   | Hòa     | Giao hữu                 |
| 20 | 2 tháng 4 năm 2003   | Thành phố Luxembourg            | Luxembourg  | 2-0   | Thắng   | vòng loại Euro 2004      |
| 21 | 11 tháng 6 năm 2003  | Ullevaal Stadion, Oslo          | România     | 1-1   | Hòa     | vòng loại Euro 2004      |
| 22 | 02 tháng 9 năm 2006  | Budapest                        | Hungary     | 4-1   | Thắng   | vòng loại Euro 2008      |
| 23 | 02 tháng 9 năm 2006  | Budapest                        | Hungary     | 4-1   | Thắng   | vòng loại Euro 2008      |

## Danh hiệu

### Cầu thủ

#### Manchester United
- Premier League (6): 1996–97, 1998–99, 1999–2000, 2000–01, 2002–03, 2006–07
- FA Cup (2): 1998–99, 2003–04
- EFL Cup (1): 2005–06
- FA Community Shield (3): 1996, 1997, 2003
- UEFA Champions League (1): 1998–99, 2007-08
- Intercontinental Cup (1): 1999

### Huấn luyện viên

#### Đội dự bị Manchester United
- Giải bóng đá các đội dự bị Anh (1): 2009-10
- Cúp Senior Lancashire (1): 2008-09
- Cúp Senior Manchester (1): 2009

#### Molde
- Tippeligaen (2): 2010–11, 2011–12
- Norwegian Football Cup (1): 2012–13

#### Manchester United
- UEFA Europa League: Á quân 2020–21

### Cá nhân
- Huân chương Hiệp sĩ St. Olav, hạng nhất, 2008
- Giải thưởng Danh dự của Kniksen năm 2007
- Giải thưởng Peer Gynt năm 2009, cho những nỗ lực của ông đến bóng đá và từ thiện
- HLV xuất sắc nhất tháng của giải Ngoại hạng Anh: tháng 1 năm 2019